# Erik Wiklund
Erik Hjalmar Wiklund, född 10 maj 1874 i Gävle, död 28 november 1945 i Bromma i Stockholm, var en svensk allroundidrottsman. Han tävlade för Gefle IF i så olika sporter som medel- och långdistanslöpning, skidlöpning, cykling och fotboll.
I friidrott vann Wiklund SM-guld på 1 500 meter åren 1898 och 1899, på 10000 meter år 1898 samt (mer udda distans) på 500 meter år 1898.
Han vann Skidfrämjandets 3-milslopp åren 1894, 1895 och 1899 (en föregångare till SM) samt prins Carls vandringspris för alltid. I gång satte han inofficiellt skandinaviskt rekord på 5000 meter med tiden 22.30. Wiklund blev år 1893 sexa i cykeltävlingen Mälaren Runt. Han spelade högerinner i Gefle IF:s fotbollslag och vann även priser inom skytte och segling.
Wiklund var åren 1900 till 1906 anställd i Baku, Ryssland. Härvid fick han avbryta sin idrottsbana, men var på äldre dagar god bowlingspelare. Han är begravd på Bromma kyrkogård.